# Emil Škoda
Ing. Emil rytíř Škoda (německy Emil Ritter von Škoda; 18. listopadu 1839 Plzeň – 8. srpna 1900 Selzthal, Štýrsko) byl český technik, průmyslník a velkopodnikatel. Byl zakladatelem strojírenské továrny Škoda v Plzni, která patřila mezi největší evropské průmyslové konglomeráty dvacátého století, ze kterého následně vznikly dnešní Škoda Transportation a Škoda Auto.

## Biografie

### Rod Škodů
Emil Škoda se narodil 18. listopadu 1839 v Plzni MUDr. Františku Škodovi (1801–1888) a Johanně, rozené Rzíhové (1820–1854). Otcem Emila Škody byl zámožný plzeňský měšťan, krajský lékař a posléze šéf zemské zdravotní služby. Byl členem první správní rady Měšťanského pivovaru a také poslancem Říšského sněmu.
Vlastní rod Škodů dle svědectví vnuka Emila Škody pocházel z Dolan a sídlil v Letkově. Z roboty se osvobodil výkupem a kolem roku 1790 se rodina usadila v Plzni. Jan Škoda (1769–1852), děd Emila Škody, byl mistrem kovářem, zaměstnával až dvaadvacet dělníků, a je také pochován na Mikulášském hřbitově v Plzni.

### Studia a praxe
Nejprve vystudoval gymnázium v Chebu, poté studoval čtyři roky strojního inženýrství na Hornické technické vysoké škole v Praze, a pak v Karlsruhe na tamní strojírenské fakultě Technické vysoké školy.
Po studiích následovala praxe v zahraničí, především ve Francii, Prusku, Anglii a Spojených státech amerických. V této době bylo například Prusko po technické a hospodářské stránce daleko před Rakouským císařstvím. Škoda zde v Magdeburku a v Brémách poznal prudký rozmach strojírenství a průmyslového podnikání. Když roku 1866 vypukla prusko-rakouská válka, byl Emil Škoda jako příslušník nepřátelského státu z Pruska vypovězen.

### Kariéra

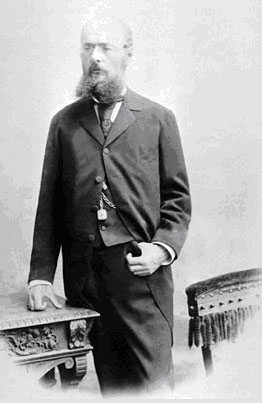
Emil Škoda

Kariéra Emila Škody začíná v roce 1866 nástupem na funkci vrchního inženýra ve strojírně hraběte Valdštejna-Vartenberka v Plzni s platem 1500 zlatých ročně. Předchozí ředitel Belani se rozhodl osamostatnit a založit vlastní závod na břehu řeky Radbuzy. Emil Škoda pochopil, že má-li se plzeňská strojírna stát významným hráčem na tehdejším trhu a má-li obstát v konkurenci, bude třeba do podniku mohutně investovat, zavést nové obory a výrobu zmodernizovat. Jelikož hrabě Valdštejn neměl do modernizace továrny chuť, prodal ji roku 1869 Emilu Škodovi. Kupní smlouva byla podepsána dne 12. června 1869 a celková dohodnutá kupní cena byla 167 642 zlatých.
V roce 1871 byl uzavřen sňatek mezi Emilem Škodou a Hermínou Hahnenkammovou, dcerou bohatého měšťana a podnikatele Johanna Hahnenkamma, který jim poskytl bydlení ve svém domě na dnešní Klatovské třídě č. 10. Získané nemalé věno značně dopomohlo k modernizaci a rozšíření výroby.
Škoda svůj závod začal ihned úspěšně rozvíjet. Koupil malou továrničku s 33 dělníky, ze které brzy vybudoval mamutí podnik se čtyřmi tisíci dělníky a 200 techniky. Správně odhadl, že v neklidné Evropě bude stále zájem o zbraně a vsadil na tento výrobní program. Mimo zbraně vyprodukovala jeho firma do roku 1878 mechanismy pro 25 cukrovarů a 11 sladoven a pivovarů, dále stroje pro české doly a hutě a v neposlední řadě i válcovny železa, a to i v Uhersku a Německu. V roce 1884 Škoda založil na svou dobu velmi moderní ocelárnu, která byla schopná dodávat odlitky o hmotnosti desítek tun. Ocelové odlitky a později výkovky pro velké osobní a válečné lodě se staly vedle cukrovarů významnými exportními obory Škodovy továrny. V roce 1896 byla postavena nová zbrojní hala a továrna se stala jedním z největších evropských výrobců zbraní.
Ke sklonku života Emil Škoda pochopil, že končí éra samostatných velkých šéfů a nastává období, kdy se k udržení podniku na perspektivní trase nelze obejít bez velkých finančních prostředků, které jedinec již nemůže mít. Řešení našel v založení akciové společnosti. Dne 12. prosince 1899 byla jeho firma přetransformována na akciovou společnost Škodovy závody, kde i nadále zůstal prezidentem a generálním ředitelem. O rok později Emil rytíř Škoda zemřel.

## Úmrtí

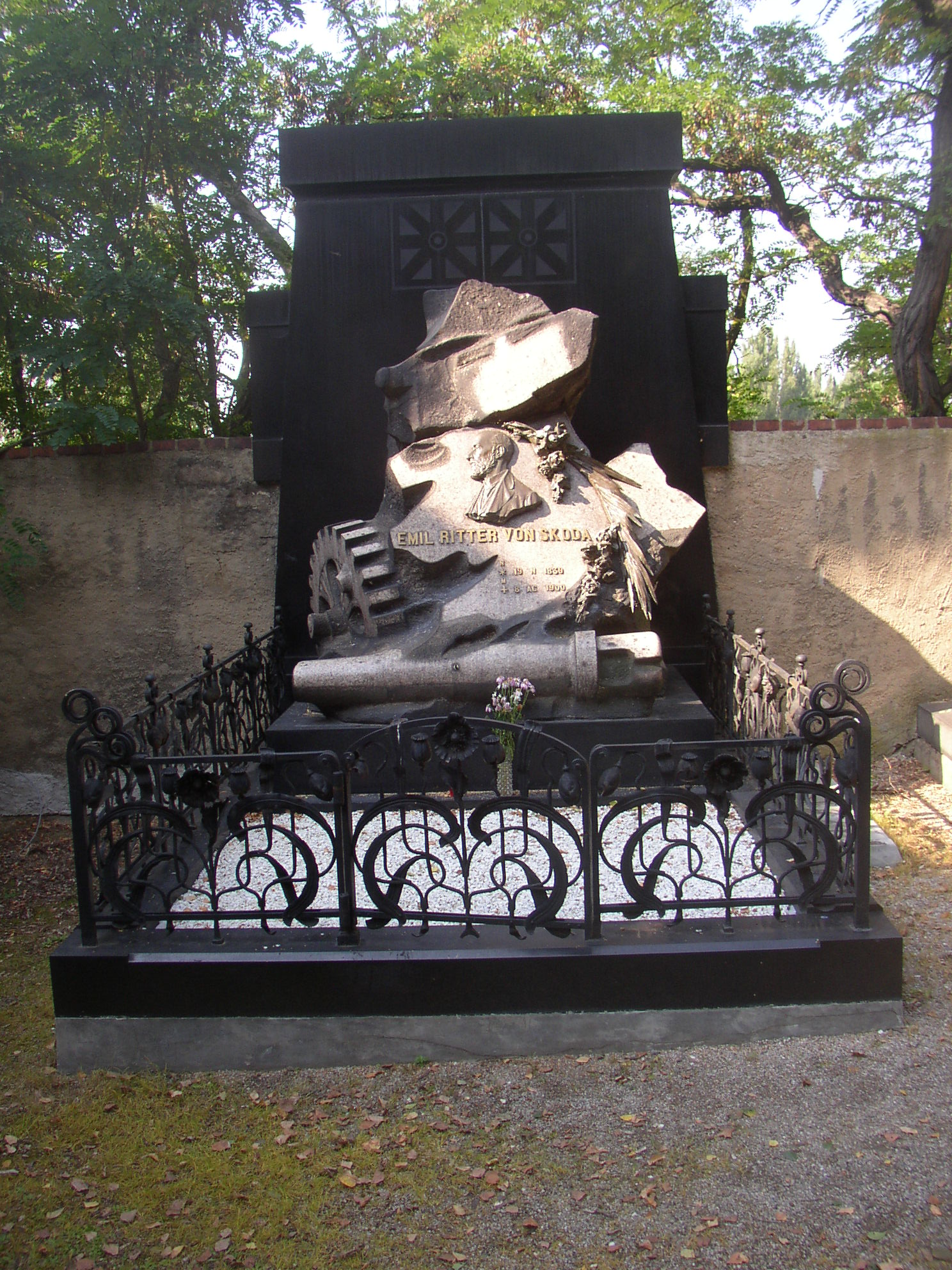
Hrob Emila Škody na Mikulášském hřbitově v Plzni

Emil Škoda zemřel dne 8. srpna 1900 ve vlaku poblíž Selzthalu ve Štýrsku. V matričním záznamu o úmrtí a pohřbu jsou jako příčina smrti uvedeny žaludeční vředy. Je pochován na Mikulášském hřbitově v Plzni.  Jeho pohřeb byl obrovskou událostí pro celé město a okolí. Náhrobek s bronzovým nápisem „Emil Ritter von Skoda“ z roku 1903 je dílem italského sochaře Raffaella Romanelliho (1856–1928).